# Долгачёв, Игорь Владимирович
Игорь Владимирович Долгачёв (англ. Igor Dolgachev; род. 1944) — советский и американский математик, работающий в области алгебраической геометрии, автор понятия поверхность Долгачёва, введённого в математике в 1981 году.

## Биография
Родился 7 апреля 1944 года в Москве.
Обучался в Московском государственном университете в 1961—1966 и его аспирантуре в 1966—1969 годах. Кандидат физико-математических наук с 1970 года.
В 1969—1974 годах работал в Московском институт электроники и математики, в 1974—1976 годах — в Московском институте нефти и газа. С 1978 года работает в Мичиганском университете (США).